# Colibri d'Alice
Aglaeactis aliciae
Espèce
Statut de conservation UICN

 VU B1b(i,ii,iii,v)c(i); C2a(ii) : Vulnérable
Statut CITES
Le Colibri d'Alice (Aglaeactis aliciae Salvin, 1896) est une espèce d'oiseaux appartenant à la famille des Trochilidae.
Son nom est en l'honneur d'Alice Godman (en), présidente de la Croix-Rouge britannique et seconde épouse de Frederick DuCane Godman.

## Répartition et habitat
Cet oiseau est endémique au Pérou. Elle vit dans les zones tempérées entre 2 900 et 3 500 md'altitude. La végétation est composée de buissons ainsi que d'aulnes et d'eucalyptus.

Carte de répartition de l'espèce

## Conservation
Cette espèce est considérée comme menacée car son territoire est très limité, et certaines forêts d'aulnes qu'elle occupait ont été considérablement modifiées et remplacées par des plantations d'eucalyptus.